# Juan de Fuca
Ioánnis Fokás (Grieks: Ιωάννης Φωκάς), beter bekend bij de Spaanse schrijfwijze van zijn naam, Juan de Fuca (Ionische eiland Kefallonia, 1536 - aldaar, 1602) was een Griekse loods in dienst bij de Spaanse koning Filips II en stond vooral bekend als ontdekkingsreiziger. Hij claimde de fabelachtige Straat van Anian te hebben ontdekt. Vandaag blijkt de ontdekte zeestraat van Fuca overeen te komen met de huidige Straat van Juan de Fuca.

## Gezin en afkomst
Emmanouíl Fokás (Grieks: Εμμανουήλ Φωκάς), de grootvader van Ioánnis Fokás, vluchtte uit Constantinopel bij haar val in 1453, samen met zijn broer Andrónikos (Ανδρόνικος). De twee broers vestigden zich vervolgens eerst op de Peleponesos. Andrónikos besliste hier permanent te blijven, terwijl Emmanouíl in 1470 verhuisde naar het eiland Kefallonia. De vader van Ioánnis, Iákovos (Ιάκωβος), vestigde zich op dit eiland in het dorpje Valeriáno (Βαλεριάνο). Om hem en zijn nakomelingen te kunnen onderscheiden van zijn broers, werd hij ook wel de "Valeriáno Fokás" (ο Φωκάς ο Βαλεριάνος) genoemd.
Het was in Valeriáno dat Fokás werd geboren in 1536. Er is weinig bekend over zijn leven voor hij in dienst van Spanje trad rond 1555.

### Naam
De naam van de man die de geschiedenis ingaat als Juan de Fuca zorgt vaak voor verwarring. Terwijl Juan de Fuca duidelijk een Spaanse afleiding is van het Griekse Ioánnis Fokás, menen andere bronnen dat Apóstolos Valeriános (Απόστολος Βαλεριάνος) zijn "echte" naam is. Het is mogelijk dat Fokás gedoopt werd onder de naam Apóstolos en later verderging met de naam Ioánnis/Juan aangezien Apóstol geen vaak gebruikte naam is in het Spaans. Gegeven het feit dat Fokás/Fuca de familienaam was van zijn vader en grootvader, kan Valeriános eerder opgevat worden als een bijnaam die gebruikt werd op het eiland en van betekenis was binnen het Spaanse Rijk.

## Begin van zijn loopbaan
De eerste reizen van Fuca leidden hem naar het Verre Oosten. Hij beweerde Nieuw-Spanje bereikt te hebben in 1587 langsheen Cabo San Lucas in de Baja California toen de Engelse kaper, Thomas Cavendish, zijn galjoen Santa Ana liet aanmeren en hem aan het strand afzette.

## De reizen naar het noorden
Volgens Fuca ondernam hij twee ontdekkingsreizen op bevel van de onderkoning van Nieuw-Spanje, Luis de Velasco de jongere, markies van Salinas. Beide reizen waren bedoeld om de fabelachtige Straat van Anián te vinden die zou leiden naar de Noordwestelijke Doorvaart, een noordelijke zeeroute die de Atlantische Oceaan met de Grote Oceaan zou verbinden. De eerste reis bestond uit tweehonderd soldaten en drie kleine schepen onder leiding van een Spaanse kapitein (met Fuca als loods en zeekapitein) met de opdracht om de Straat van Anian te vinden en het te vrijwaren van de Engelsen.
Deze expeditie mislukte op het moment, vooral door wanpraktijken van de kapitein, dat de soldaten aan muiterij deden en terugkeerde naar Californië. (In deze periode was de Spaanse regelgeving dat de leiding van schepen en vloten verdeeld moest worden tussen een militaire commandant die uit het leger kwam, en een zeil- en navigeercommandant die een marineman was.)
In 1592 begon hij aan zijn tweede reis die succesvol eindigde. Wanneer hij noordwaarts zeilde met een karveel, een pinas en enkele gewapende mariniers, keerde hij terug naar Acapulco en beweerde de zeestraat gevonden te hebben met een groot eiland aan de monding ter hoogte van ongeveer 47°N. Naar zijn mening vertoefde hij daar nog twintig dagen om de vele eilanden in de straat te verkennen. In zijn beschrijvingen over deze eilanden zei hij dat deze vruchtbaar waren en vol rijkdom zaten ("goud, zilver, parels en andere dingen zoals in Nieuw-Spanje"). Daarna moest hij terugkeren omdat hij beweerde dat de lokale bevolking hem dwongen om zijn manschappen terug in veiligheid te brengen.
Ondanks de herhaalde beloften van Velasco kon Fuca volgens hemzelf nooit de grootse beloningen in ontvangst nemen. Na twee jaar en op aandringen van de onderkoning, ging Fuca naar Spanje om zijn zaak persoonlijk te bepleiten aan het hof. Hij werd eens te meer teleurgesteld en raakte verbolgen van de Spanjaarden. Vervolgens besliste de ouder wordende Griek zich terug te trekken naar zijn thuis in Kefallonia maar werd in 1596 overtuigd door een Engelsman, ene Michael Lok, om zijn diensten te verlenen aan de Spaanse aartsvijand, Elizabeth I van Engeland. Desondanks kwam er niets van Lok en Fokás hun voorstellen, maar het is via Lok dat het verhaal van Juan Fuca zijn weg vond tot in Engelse briefwisselingen.

## Erfenis
Toen de Engelse zeekapitein Charles William Barkley de straat van Fokás (her)ontdekte, noemde hij het naar de Griekse navigator.
Verder werd ook de Juan de Fucaplaat naar hem vernoemd. Deze tektonische plaat is gelegen onder het grootste gedeelte van de kustlijn die hij verkende.